# Jean-Paul Notué
Jean-Paul Notué est un historien et anthropologue camerounais, spécialiste des arts et cultures anciennes d'Afrique centrale.

## Biographie

### Enfance, formation et débuts
Né en 1954, il a grandi dans la chefferie de Bandjoun. 
Il soutient en 1988 une thèse intitulée La Symbolique des arts Bamileke (Ouest Cameroun) : approche historique et anthropologique à l'université Paris-I, sous la direction de Jean Devisse et la supervision de Louis Perrois. 
Il présente un mémoire d'habilitation intitulé Créations plastiques et patrimoine du Cameroun : réflexion sur une recherche et un enseignement universitaire en histoire des arts d'Afrique, en 2007.

### Activités professionnelles
Il est maître de recherche et de cours à l'université de Yaoundé[réf. nécessaire], historien et anthropologue. Il participe aux recherches d'anthropologie culturelle et historique de l'Office de la recherche scientifique et technique outre-mer au Cameroun depuis 1981[réf. nécessaire].
Il s'est consacré à l'étude des trésors des rois et notables de l'Ouest Cameroun[réf. nécessaire]. Il a publié plusieurs articles et catalogues d'expositions internationales traitant des cultures et objets du Grassland.[réf. nécessaire]
Il meurt soudainement à Yaoundé en 2011.

### Activités de recherche et éditoriales
Il publie avec Louis Perrois, Rois et Sculpteurs de l'Ouest Cameroun. La panthère et la mygale.

## Publications
- La Symbolique des arts Bamileke (Ouest Cameroun): approche historique et anthropologique, 1988 (thèse non publiée)
- Rois et sculpteurs de l'ouest Cameroun : la panthère et la mygale, Karthala, ORSTOM, 1997